# Базин, Иван Алексеевич
Ива́н Алексе́евич Ба́зин (1800 — 1887) — русский военачальник, генерал от инфантерии (15.05.1883), герой Польской кампании 1831 года и Крымской войны.

## Биография
Происходил из дворян Санкт-Петербургской губернии; сын генерал-лейтенанта Алексея Осиповича Базина. Окончив образование в частном учебном заведении, в службу вступил в 1817 году подпрапорщиком в Муромский пехотный полк.
29 апреля 1819 года произведён в чин прапорщика, а в 1820 году переведён в лейб-гвардии Финляндский полк; подпоручик — с 23 марта 1823 года.
По показаниям А. Е. Розена и Е. П. Оболенского накануне восстания декабристов, 11 декабря 1825 года, был на совещании у Н. П. Репина, однако следственным комитетом было установлено, что членом тайных обществ декабристов он не был. Высочайше повелено оставить в полку, в рядах которого Базин принял участие в русско-турецкой войне 1828—1829 годов и за отличие при осаде крепости Варна был награждён орденом Святой Анны 3-й степени с бантом.
В Польской кампании 1831 года, за участие в разных делах, получил ряд боевых наград: орден Святого Владимира 4-й степени с бантом и орден Святой Анны 2-й степени. Кроме того, за личное мужество при штурме Варшавы пожалован золотой полусаблей с надписью «За храбрость».
Произведённый в 1838 году в полковники и награждённый 1 декабря того же года орденом Святого Георгия 4-й степени за 25 лет выслуги в офицерских чинах, Базин в следующем году переведён в лейб-гвардии Егерский полк, а через три года — назначен командиром 2-го батальона Образцового пехотного полка. 
За отличие по службе награждён императорской короной к ордену Святой Анны 2-й степени в 1842 году и орденом Святого Владимира 3-й степени в 1846 году. В 1847 году получил в командование 1-й учебный Карабинерный полк и в том же году, 6 декабря, его произвели в генерал-майоры.
6 декабря 1851 года он награждается орденом Святого Станислава 1-й степени, а в 1853 году — орденом Святой Анны 1-й степени.
В феврале 1855 года он являлся уже командующим резервной дивизией на Кавказе, где во время Восточной войны принял участие в боевых операциях, предводительствуя особым Ахалцихским отрядом. С ним он занял Ардаган и участвовал в штурме Карса. 21 марта 1856 года Базин был произведён в генерал-лейтенанты (со старшинством от 17 сентября 1855 года).
По окончании военных действий Базин в 1858 году назначен начальником резервной дивизии 5-го армейского корпуса, а после расформированием этого корпуса получил в командование 32-ю пехотную дивизию.
8 сентября 1859 года он награждается орденом Святого Владимира 2-й степени с мечами, а в 1861 году — орденом Белого орла.
29 января 1860 года, за отличие по службе, присоединён бант к ордену Святого Георгия 4-й степени.
В мае 1865 года Базин из-за плохого здоровья ушёл в отставку.
Указом Капитула орденов от 26 ноября 1871 года Базин был пожалован орденом Святого Георгия 3-й степени № 525
В воздаяние отличнаго мужества и храбрости, оказанных в военных действиях на Кавказе
Поступив в 1874 году снова на службу, Базин был назначен членом Александровского комитета о раненых. Оставаясь в этой должности до самой смерти, он был награждён 19 ноября 1878 года, в день 50-летнего юбилея своей службы, орденом Святого Александра Невского. 15 мая 1883 года Базин был произведён в генерала от инфантерии.
Иван Алексеевич Базин умер 25 февраля 1887 года.

## Награды
- Орден Святой Анны 3-й степени с бантом (06.12.1828)

- Орден Святого Владимира 4-й степени с бантом (25.06.1831)

- Орден Святой Анны 2-й степени (25.06.1831)

- Золотая полусабля с надписью "За храбрость" (15.02.1832)

- Знак отличия за военное достоинство 4-й степени (1832)

- Орден Святого Георгия 4-й степени (01.12.1838)

- Орден Святого Станислава 2-й степени (06.12.1838)

- Императорская корона к ордену Святой Анны 2-й степени (06.12.1842)

- Орден Святого Владимира 3-й степени (01.02.1846)

- Орден Святого Станислава 1-й степени (06.12.1851)

- Орден Святой Анны 1-й степени (1853)

- Орден Святого Владимира 2-й степени с мечами (08.09.1859)

- Бант к ордену Святого Георгия 4-й степени (29.01.1860)

- Орден Белого орла (1861)

- Орден Святого Георгия 3-й степени (26.11.1871)

- Орден Святого Александра Невского (19.11.1878)